# درواز (طاجيكستان)
ناحية درواز (بالطاجيكية: Ноҳияи Дарвоз)‏ إحدى نواحي مقاطعة بدخشان الجبلية ذاتية الحكم في طاجيكستان.
عاصمتها الإدارية هي  قلعة خمب  [الإنجليزية]. يقدر عدد سكانها بحوالي 23,600 نسمة حسب تقديرات 2008. وكانت المنطقة تاريخياً جزء من إمارة درواز وهي دويلة يحكمها مير [الإنجليزية].

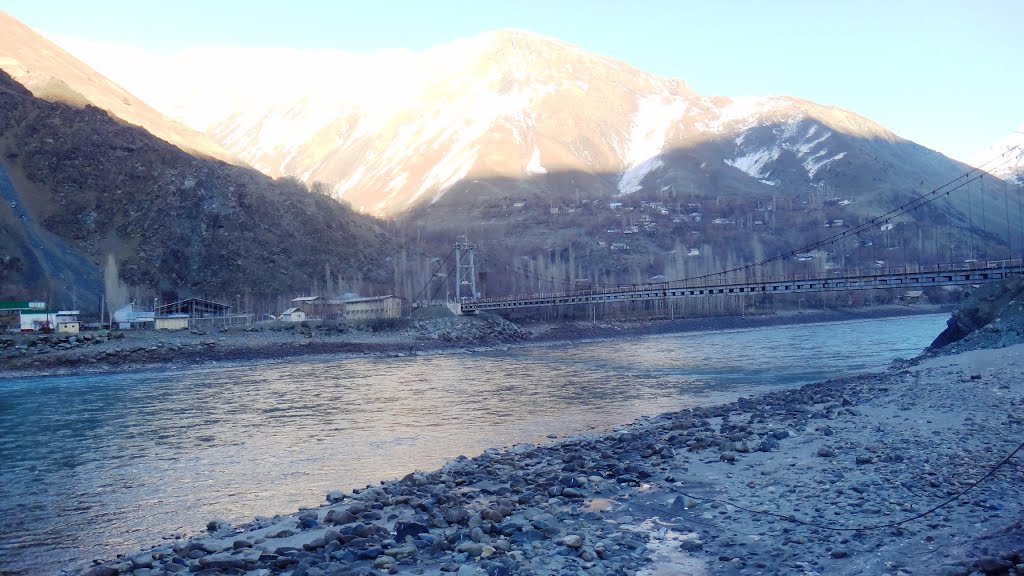
جسر الصداقة بين أفغانستان و طاجيكستان في قلعة خومب بمنطقة درواز.